# Myodocarpaceae
Las miodocarpáceas (Myodocarpaceae) son una familia de plantas dicotiledóneas pertenecientes al orden de las apiales. Comprende dos géneros, Delarbrea y Myodocarpus, y unas 19 especies que se distribuyen en Nueva Caledonia, este de Malasia y Australia. Se caracterizan por ser plantas más o menos arbustivas, con flores y frutos sumamente característicos.
Esta familia ha sido reconocida por sistemas modernos de clasificación, como el sistema APG III de 2009. Anteriormente, los géneros que componen esta familia habían sido dispuestos en Araliaceae, pero los análisis filogenéticos sobre datos moleculares indican que las especies que lo constituyen comprenden un clado monofilético que debe considerarse como una familia separada.

## Descripción
Plantas arbóreas, con hojas simples o compuestas, de margen entero o serrado. Las flores con pedicelos articulados, el cáliz valvado y la corola imbricada. En Myodocarpus el fruto es seco y alado, con vesículas secretoras en el mesocarpo y el endocarpo con canales de aceite.